# IntervalZero
IntervalZero, Inc. (英特蒙) 研發硬即時軟體。其使用了對稱多處理 (SMP) 的 RTX 與 RTX64 軟體可將 Microsoft Windows 從通用型作業系統 (GPOS) 轉變為即時作業系統 (RTOS)。
IntervalZero及其工程團隊定期發布新軟體（參見其歷史）。
最新的產品 RTX64 著重於 64 位元與對稱多處理（SMP）技術，目的在以多核心個人電腦（PC）取代專用硬體系統，如數位訊號處理器（DSP）或現場可程式化邏輯閘陣列（FPGA）。
例如，一家主要採用 DSP 系統的音訊混音介面製造商，轉而使用基於個人電腦（PC）的 PC-based 系統，並將多核心處理器專用於即時音訊處理。
IntervalZero 是由 Ardence 公司的幾位前任經營團隊於 2008 年 7 月成立的，CEO 是 Jeffrey D. Hibbard。公司在美國麻薩諸塞州沃爾瑟姆、法國尼斯、德國慕尼黑以及臺灣均設有分公司與辦事處。
IntervalZero 的嵌入式軟體解決方案在全球均有部署，主要應用在工業自動化、軍事/航太、醫療裝置、數位化媒體以及測試與測量領域。

## 歷史
IntervalZero 的發展史可以追溯到 1980 年，當時有幾位麻省理工學院的工程師成立了一家名為 VenturCom 的公司並開始在嵌入式技術方面有所作為。2004 年，VenturCom 更名為 Ardence 並研發出了具有突破性意義的嵌入式技術，例如：第一個即時 Windows 產品 RTX；以及第一個面向 Windows 的即時啟動解決方案 ReadyOn。
2006 年 12 月 20 日，Citrix Systems 宣佈了有關收購 Ardence 的企業及嵌入式軟體業務的協定，並且在 2007 年到 2008 年初期間將 Ardence 的 Software-Streaming 產品整合到了 Citrix 公司的產品組合中。
Citrix 於 2008 年的早些時候同意將嵌入式業務出售給 IntervalZero，同時 Citrix 保留了公司的一小部分所有權。
2008 年 7 月 28 日，IntervalZero 宣佈其已從 Citrix Systems Inc. 手中購得 Ardence 的嵌入式軟體業務。 IntervalZero 正式完成此項收購的時間是 2008 年 7 月 15 日。

## 產品
IntervalZero 研發了如下產品：
- 可將 Microsoft Windows 轉變為即時作業系統 (RTOS) 的 RTX 與 RTX64 硬即時軟體

## 管理團隊
- Jeffrey D. Hibbard，首席執行官
- Mark Van Vranken，首席財務官
- Brian Calder，副總裁，負責北美地區銷售與市場
- Fabrice Boisset，副總裁，負責歐洲及亞太地區銷售與市場
- Brian Carter，副總裁兼戰略溝通負責人
- Terri Hawker，副總裁兼工程師

## 外部連結
- IntervalZero 官方網站 （页面存档备份，存于）